# ヤマウ
株式会社ヤマウは、福岡県福岡市早良区に本社を置く、コンクリート製品の製造・販売・施工などを行う日本の会社。

## 概要
コンクリート製品の製造・販売・施工や一般土木工事の施工などを主とし、九州を中心に事業を展開。

かつては東京や大阪などの本州にも工場や営業所を構えていたが2003年に事業の再構築のために撤退。その後、福岡銀行の支援のもと経営再建に取り組む。コンクリート製品製造のメイン事業は九州への集約や人員削減および社内組織のスリム化を図り合理化を進める。

一方、建設コンサルタント業のメックや補修業のリペアエンジを設立し、2012年4月に水門整備業の開成工業を買収、2015年6月に地質調査及び測量業の大栄開発を買収し、グループ経営の強化を図った。また、2020年3月に橋梁・高架道路用伸縮装置を扱う中外道路株式会社を買収。傘下9社体制となる。
2021年4月1日に持株会社制へ移行。株式会社ヤマウ（初代）は株式会社ヤマウホールディングスへ商号変更され、事業は新設分割により設立した株式会社ヤマウ（2代）が継承した。

### 主要取引銀行
- 福岡銀行
- 鹿児島銀行
- 西日本シティ銀行

## 沿革
- 1953年10月 - 有限会社ヤマウセメント工業として会社設立。
- 1968年2月 - 商号をヤマウセメント製品工業株式会社に変更。
- 1974年9月 - 現在の社名である株式会社ヤマウに商号を変更。
- 1995年10月 - 日本証券業協会に店頭売買有価証券として登録。
- 2001年11月 - 本社を福岡県福岡市早良区に移転。
- 2004年6月 - コンクリート製品の製造業務請負子会社である（有）ヤマウトラスト（現（株）ヤマウトラスト）を設立。
- 2004年12月 - ジャスダックに株式上場。
- 2006年8月 - 株式会社九コンとの業務提携に伴い九コン販売株式会社を設立。
- 2007年4月 - 株式会社ヤマウトラストと有限会社ネオトラストが、株式会社ヤマウトラストを存続会社として合併。
- 2007年6月 - 新規事業取り組みとしてメック株式会社を設立。
- 2007年9月 - コンクリート製品用型枠の製造・販売を行うためクリエイティブ・モールド株式会社を設立。
- 2007年1月 - 光洋システム機器株式会社を買収し、子会社とする。
- 2009年1月 - 大分フジ株式会社を買収し、子会社とする。
- 2010年10月 - 宮崎プレコン株式会社を設立し、子会社とする。
- 2011年10月 - 東京都中央区日本橋に関東事業部を開設
- 2012年4月 - 開成工業株式会社を買収し、子会社とする。
- 2012年7月 - 熊本県熊本市に熊本営業所を開設。
- 2013年12月 - 株式会社リペアエンジを設立し、子会社とする。
- 2015年6月 - 大栄開発株式会社を買収し、子会社とする。
- 2016年10月 - 株式会社熊本ヤマウを設立する。
- 2019年4月 - 宮崎プレコン株式会社を吸収合併[5]。
- 2021年4月 - 持株会社制へ移行。株式会社ヤマウ（初代）は株式会社ヤマウホールディングスへ商号変更。事業は株式会社ヤマウ（2代）が継承[1][4]。

## 事業
再建以降より積極的にグループ展開を行なっているため、事業内容が多様化している。
- コンクリート製品の製造･販売並びに施工
- 土木建築用資材の販売
- 一般土木工事の施工並びに管理
- 建築工事の施工並びに管理
- 舗装工事の施工並びに管理
- 樹脂コンクリート製品の製造･販売並びに施工
- コンクリート製品関連技術研究・開発
- コンクリート製品関連技術ノウハウの販売および管理
- 土木工事設計コンサルタント業務
- 不動産の賃貸借･仲介および管理
- コンピュータによる情報処理並びにソフトウェアの開発および販売
- 貨物運送取扱事業
- 電気通信工事
- 各種の地質調査・土質調査・地下水調査並びにこれらに関連する業務
- 農産物の生産および加工並びに販売
- 太陽光・風力・地熱等の再生可能エネルギーの研究・開発・利用等による発電並びに電気・熱の供給に関する事業
- ビルメンテナンス業およびビルの管理業務に関するコンサルタント業務
- 人材派遣業および人材紹介業

## 事業所
工場
- 北九州工場（福岡県鞍手郡小竹町）
- 福岡工場（福岡県福岡市早良区）
- 佐賀工場（佐賀県佐賀市）
- 大分工場（大分県臼杵市）
- 高崎工場（宮崎県都城市）
- 川南工場（宮崎県児湯郡川南町）
- 鹿児島工場（鹿児島県霧島市）
- REC工場（宮崎県児湯郡川南町）

営業所
- 福岡営業所（福岡県福岡市早良区）
- 久留米営業所（福岡県久留米市）
- 北九州営業所（福岡県北九州市小倉北区）
- 佐賀営業所（佐賀県佐賀市）
- 長崎営業所（長崎県長崎市）
- 大分営業所（大分県大分市）
- 大分北営業所（大分県宇佐市）
- 宮崎営業所（宮崎県宮崎市）
- 延岡営業所（宮崎県延岡市）
- 都城営業所（宮崎県都城市）
- 鹿児島営業所（鹿児島県鹿児島市）
- 川内営業所（鹿児島県薩摩川内市）
- 鹿屋営業所（鹿児島県鹿屋市）
- 霧島営業所（鹿児島県霧島市）
- 沖縄営業所（沖縄県那覇市）

研究機関
- 技術研究所（福岡県久留米市）